# (4887) Takihiroi
(4887) Takihiroi est un astéroïde de la ceinture principale.

## Description
(4887) Takihiroi est un astéroïde de la ceinture principale. Il fut découvert le 2 mars 1981 à Siding Spring par Schelte J. Bus. Il présente une orbite caractérisée par un demi-grand axe de 2,92 UA, une excentricité de 0,02 et une inclinaison de 1,0° par rapport à l'écliptique.

## Compléments